# Hyndluljóð

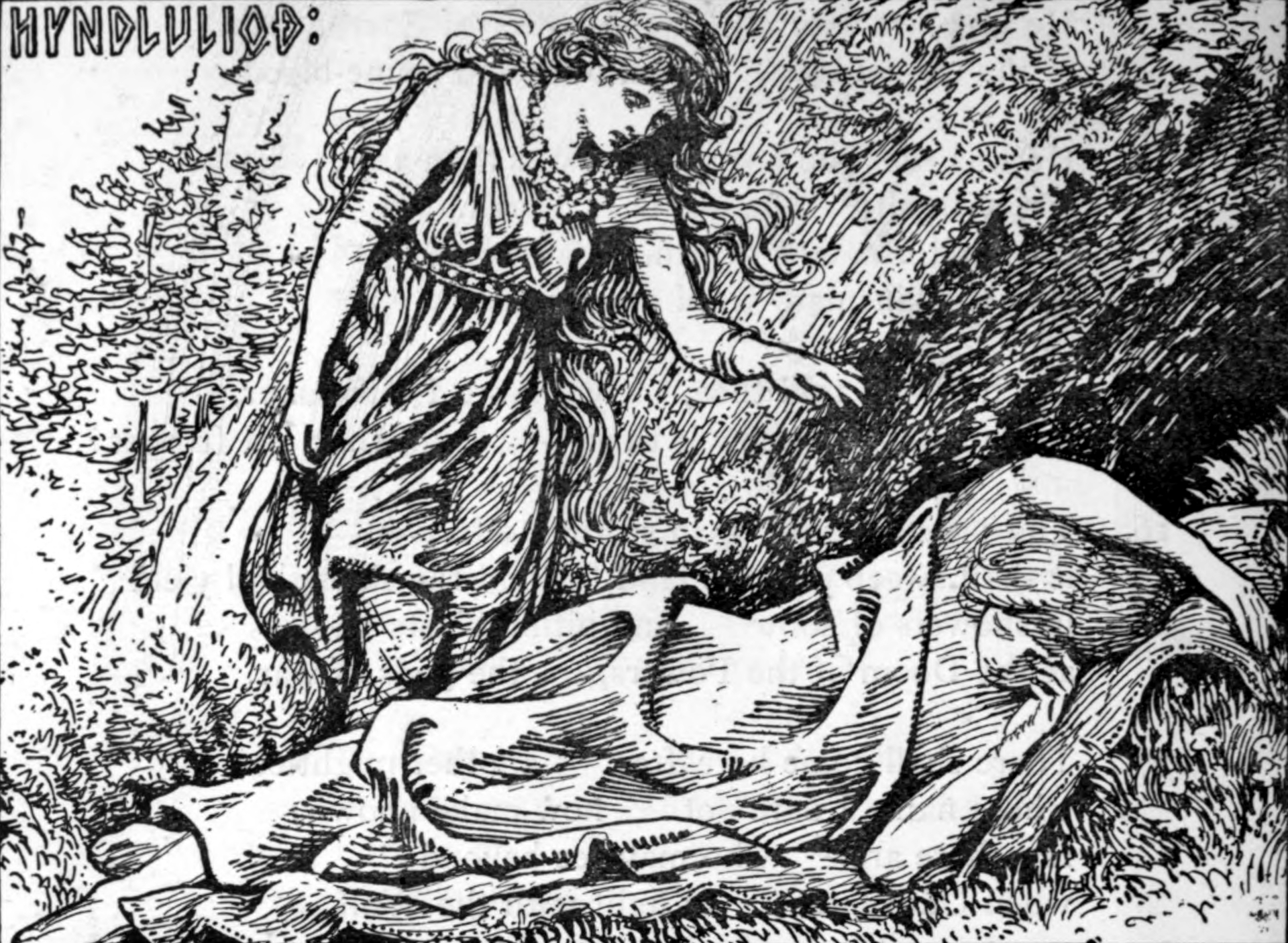
Freyja réveille Hyndla, dessin de 1908 par W. G. Collingwood.

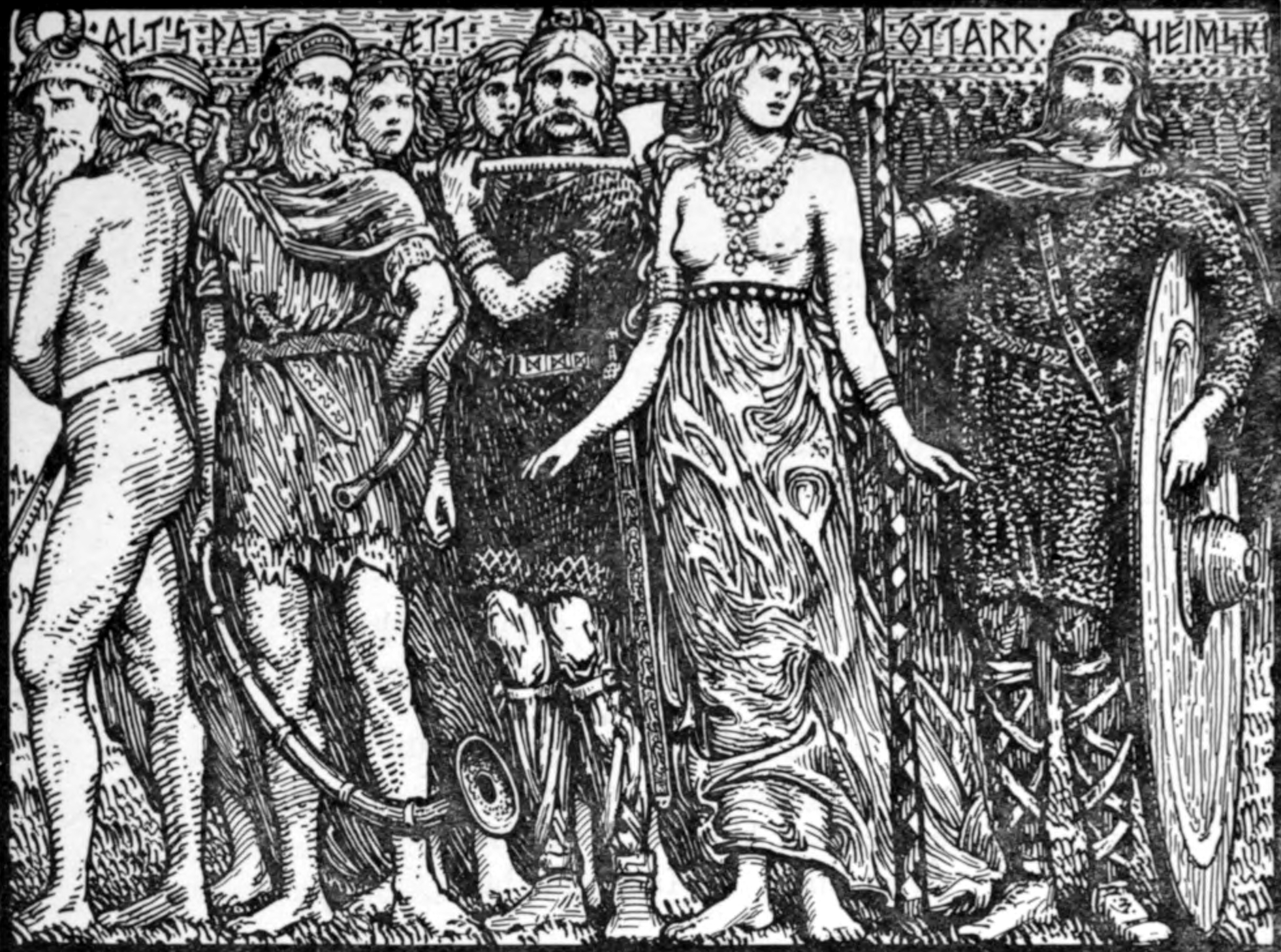
L'ascendance d'Ottar, dessin de 1908 par W. G. Collingwood.

Hyndluljóð ou Le chant d'Hyndla est un poème en vieux norrois souvent considéré comme faisant partie de l'Edda poétique. Il est préservé dans son intégralité uniquement dans Flateyjarbók, mais quelques-unes de ses stances figurent aussi dans l'Edda en prose où on dit qu'ils viennent de Völuspá skamma hin (en)[réf. nécessaire].
Dans ce poème, la déesse Freyja rencontre la völva Hyndla et elles chevauchent ensemble à travers le Valhalla. Freyja monte son sanglier Hildisvíni, et Hyndla un loup. Leur mission est de découvrir l'ascendance d'Óttarr afin qu'il puisse toucher son héritage, et le poème se compose essentiellement des citations de Hyndla énumérant un certain nombre de noms des ancêtres d'Óttarr. Ce poème pourrait être une œuvre du XIIe siècle.